# هاینکل هائی ۱۱۴
هاینکل ۱۱۴ (به انگلیسی: Heinkel He 114) یک هواگرد ساختِ کارخانهٔ هاینکل در کشور آلمان است . نخستین استفاده‌کنندهٔ این هواگرد آلمان بوده‌است. این هواگرد برای نخستین بار در ۱۹۳۶ میلادی مورد استفاده قرار گرفت.